# Грб Азербејџанске ССР
Грб Азербејџанске ССР усвојила је 1937. године влада Азербејџанске ССР. Грб се заснива на грбу Совјетског Савеза. У средини грба се налази нафтни торањ који представља богате залихе нафте у Бакуу, а иза њега се налази излазеће сунце, симбол будућности Азера. Изнад се налазе срп и чекић, и црвена звезда, симболи комунизма. Око грба се налазе памук и пшеница, симболи пољопривреде обавијени траком са мотом Совјетског Савеза Пролетери свих земаља, уједините се, као и трака са натписом Азербејџанска Совјетска Социјалитичка Република, обе написане на азербејџанском и руском језику.
Грб је био у употреби до 1992, када је замењен данашњим грбом Азербејџана.